# Sherlock Holmes: Il mistero della mummia
Sherlock Holmes - Il mistero della mummia è un'avventura grafica per Windows, sviluppata da Frogwares e pubblicata per la prima volta nel 2002. Ha come protagonista il celebre investigatore Sherlock Holmes, nato dalla penna di Sir Arthur Conan Doyle, ed è ambientata nella misteriosa abitazione abbandonata di un archeologo inglese, Lord Montecalf. Invitato da Elisabeth, figlia del Lord, Sherlock Holmes dovrà indagare sulla scomparsa di suo padre in assoluta segretezza senza l'aiuto del dottor Watson.

## Trama
1899. Sul tragitto che lo porterà nella villa dall'egittologo Lord Montcalfe, Sherlock Holmes rilegge una lettera della figlia di questi Elisabeth, fidanzata di un cugino del detective, la quale lo ha incaricato di indagare sulla dipartita di suo padre, il quale, stando alla polizia, si era arso vivo sei mesi prima spinto dalla demenza della quale soffriva. Holmes, che dovrà investigare da solo in quanto il fido compagno Watson si trova in ferie, raggiunge la villa e, dato che Elisabeth è assente, viene accolto dal maggiordomo; prima di andarsene costui gli consegna un'altra lettera di Elisabeth, che lo avverte che ogni porta della villa è chiusa a chiave tramite meccanismi sviluppati da suo padre. Il detective apre una dopo l'altra le porte del piano terra per indagare e cercare indizi in ogni stanza, ma in una di esse affronta la breve apparizione di una mummia vivente, che fugge con la stessa rapidità con la quale era apparsa. Holmes raggiunge il primo piano della villa e continua la sua indagine, insospettito da vari segni di recente occupazione; guardando fuori dalla finestra dell'ufficio, vede la sagoma di un uomo che si muove sui tetti della villa. Negli archivi di Lord Montcalfe, il detective scopre dei documenti che attestano un profondo risentimento tra il vecchio Lord e suo nipote Jonathan Parkey, che lo stesso Montcalfe era stato minacciato da una setta, e infine che il maggiordomo aveva preso congedo dal suo datore di lavoro, con la conseguenza che quello che lo aveva accolto era solo un impostore.
Holmes scopre un ingresso che conduce alle cantine del maniero e arriva al laboratorio del Lord, dove numerosi appunti dimostrano che il vecchio cominciava a impazzire, credendo di essere l'obiettivo di una misteriosa maledizione dell'antico Egitto. Il detective raggiunge una stanza dove trova un meccanismo attivabile da cinque statuette egiziane, ma nell'esplorazione ne trova solo quattro. In quel momento appare il falso maggiordomo, che rivela di essere Jonathan Parkey e di possedere la quinta statuetta; ringrazia Holmes per aver trovato le altre quattro statuette e si prepara a eliminarlo, ma viene ucciso da un proiettile sparato da un ignoto figuro. Segue una violenta esplosione, in cui il detective perde brevemente conoscenza, mentre la villa va in parte a fuoco. Ripresosi, Holmes tenta di fuggire ma nella biblioteca sente le grida di aiuto di Lord Montcalfe, ancora vivo e vegeto, il quale accusa una mummia di aver tentato di ucciderlo e di voler far saltare in aria la sua villa: in effetti il detective ha inconsapevolmente attivato un meccanismo di conto alla rovescia collegato a una bomba. Sfuggito a un altro attacco dell'ignoto assassino, il detective cerca di fuggire dalla villa, salvo trovare tutte le uscite bloccate. Al piano terra riesce a scoprire una botola segreta che lo riporta nei sotterranei, dove trova l'ordigno esplosivo e riesce finalmente a disinnescarlo.
A questo punto il dottor Watson e due agenti di Scotland Yard raggiungono la villa, trovandovi Holmes e Lord Montcalfe illesi; la vista del vecchio Lord ancora vivo sconvolge Watson così come la figlia Elisabeth, sopraggiunta poco dopo. Il detective spiega quindi ai presenti che i diversi membri della famiglia Montcalfe cercavano di eliminarsi a vicenda: Elisabeth, per vendicarsi del padre che le impediva di diventare egittologa, era divenuta il capo della setta che minacciava suo padre, alleandosi con suo cugino Jonathan Parkey e incaricandolo di rubare le cinque statuette che si suppone fossero legate a un tesoro. La stessa Elizabeth si travestiva da mummia ed era stata lei ad uccidere Parkey sperando che Holmes restasse intrappolato nel maniero e fosse considerato l'assassino (e infatti il fucile presentava delle impronte ed era stato impugnato dalla ragazza, le cui mani sono ancora sporche di polvere da sparo). Elisabeth ignorava però che suo padre era ancora vivo e aveva inscenato la propria morte. Montcalfe era infatti travolto dalla paranoia, alimentata dalle sue medicine oppiacee, e credeva nella reincarnazione: non si sarebbe dunque fatto alcuno scrupolo per tentare di ottenere l'immortalità, anche a costo di eliminare chiunque avesse tentato di impadronirsi dei pezzi più preziosi della sua collezione; i suoi assassinii li compiva tramite le trappole mortali della villa e il suo travestimento da mummia, che rappresentava la sua personalità sdoppiata. Lord Montcalfe ed Elisabeth vengono così portati via dalla polizia, mentre Watson inizia a raccontare a Holmes un fatto accaduto durante la sua assenza.

## Modalità di gioco
La versione originale del gioco, uscita per PC nel 2003, si gioca in una prospettiva in prima persona, ed è ambientata in ambienti tridimensionali su sfondi pre-renderizzati. Il giocatore usa il mouse per muovere la visuale e spostarsi tra gli ambienti, oltre e raccogliere una serie di oggetti nel corso dell'avventura, e dispone di fogli e appunti, alcuni dei quali già presenti all'inizio del gioco, tutti contenenti informazioni fondamentali per risolvere gli enigmi presenti nel gioco.
La versione DS uscita nel 2009 usa anch'essa una visuale in prima persona, in maniera simile alla versione PC, ma con la differenza che si usa il tradizionale stiletto del DS per interagire con ogni cosa e per sposarsi da un punto all'altro. I due schermi del DS mostrano rispettivamente l'ambiente in cui si trova Holmes e il suo inventario. La maggior parte degli enigmi si basano sull'apertura di porte chiuse a chiave, che richiedono quindi la raccolta di chiavi che vanno poste nel giusto ordine.
Il gioco avrebbe dovuto avere anche una versione per Nintendo Wii, purtroppo cancellata e pertanto mai messa in commercio.

## Doppiaggio
| Personaggio         | Voce italiana         |
| ------------------- | --------------------- |
| Sherlock Holmes     | Umberto Bortolani     |
| Elisabeth Montcalfe | Grazia Verasani       |
| John Watson         | Massimo Antonio Rossi |
| Lord Montcalfe      | Massimo Antonio Rossi |
| Jonathan Parkey     | Massimo Antonio Rossi |

## Accoglienza
| Testata                            | Versione | Giudizio |
| ---------------------------------- | -------- | -------- |
| GameRankings (media al 31-10-2020) | PC       | 63.17%   |
| GameRankings (media al 31-10-2020) | DS       | 51.80%   |
| Metacritic (media al 31-10-2020)   | PC       | 61/100   |
| Metacritic (media al 31-10-2020)   | DS       | 57/100   |
| Adventure Gamers                   | PC       | [ 6 ]    |
| Adventure Gamers                   | DS       | [ 7 ]    |
| GameSpot                           | PC       | 5.4/10   |
| GameZone                           | PC       | 6/10     |
| IGN                                | PC       | 6.5/10   |
| PC Gamer                           | PC       | 55%      |
| The Electric Playground            | PC       | 6/10     |

Il gioco ha avuto un'accoglienza mista. GameRankings e Metacritic hanno votato la versione PC con un 63.17% e un 61 su 100, mentre la versione DS ha avuto un 51.80% e un 57 su 100.

### Vendite
Stando a Olga Ryzhko della Frogwares, Il mistero della mummia è stato un inaspettato successo commerciale per l'azienda. Nel Nord America, ha venduto almeno 44,179 copie fisiche nel 2003, e altre 5,076 nei primi due mesi del 2004. Nell'agosto del 2004, Waël Amr, presidente della Frogwares, ha annunciato che il gioco ha venduto "in maniera ottimale". Nel tardo 2006, sia il gioco che il suo seguito, Sherlock Holmes: L'orecchino d'argento, hanno venduto un totale di mezzo milione di copie in Europa. I primi quattro titoli di Sherlock Holmes della Frogwares, ovvero Il mistero della mummia, L'orecchino d'argento, Il risveglio della divinità e Il re dei ladri, hanno venduto insieme un milione e mezzo di copie in tutto il mondo nel febbraio del 2009.
Sempre Ryzhko, nel 2013, ha annunciato che la sola versione PC del gioco ha venduto "circa un milione e mezzo di copie in tutto il mondo".